# Jakub Pešek
Jakub Pešek (Chrudim, 24 giugno 1993) è un calciatore ceco, centrocampista o ala del Wieczysta Cracovia.

## Palmarès

### Club

#### Competizioni nazionali
- Campionato ceco: 2

Sparta Praga: 2022-2023, 2023-2024
- Coppa della Repubblica Ceca: 1

Sparta Praga: 2023-2024